# Deck the Halls

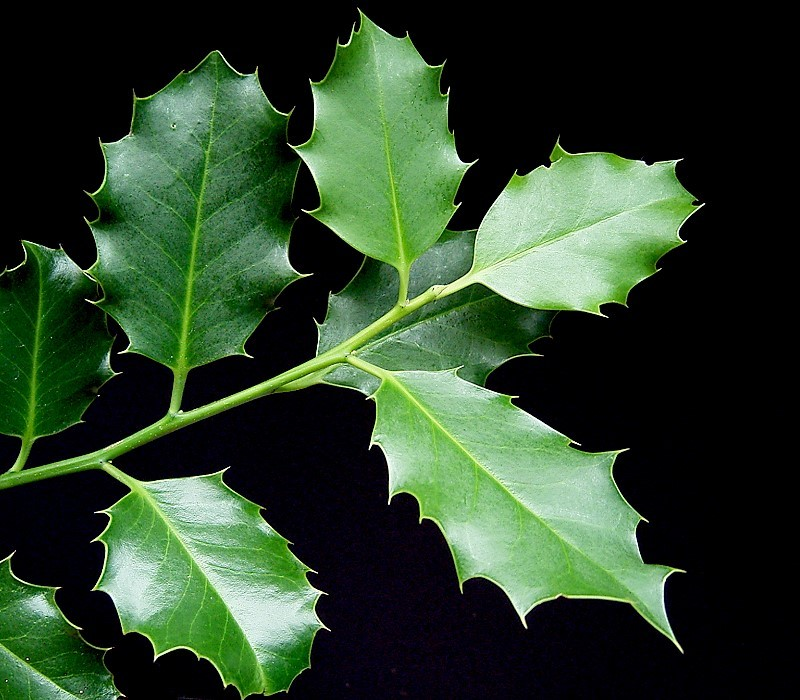
Zweig der Stechpalme (Ilex aquifolium)

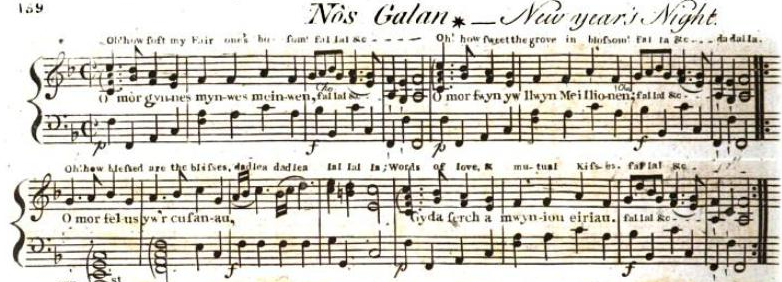
Nos galan (aus einer Fassung von 1794)

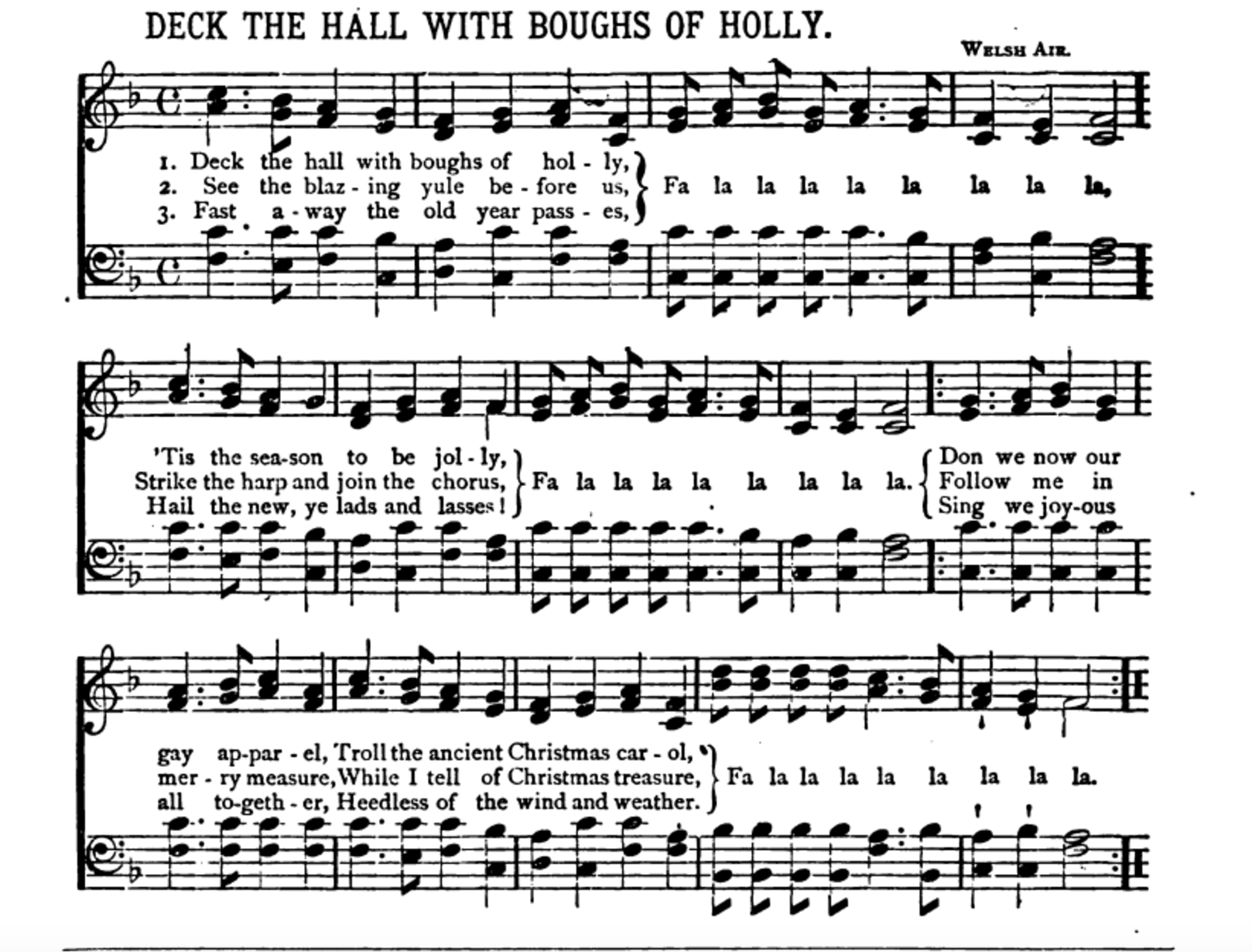
Deck the Hall (aus einer Fassung von 1877)

Deck the Halls (Schmückt die Säle), auch Deck the Hall (Schmückt den Saal), ist ein englisches Christmas Carol (Weihnachtslied) aus Großbritannien. Es basiert auf der Melodie des walisischen Liedes Nos galan, das zur Neujahrsnacht gesungen wird. Seine erste Zeile Schmückt den Saal mit Stechpalmzweigen und der weitere Text weisen auf älteres Brauchtum zur Zeit des winterlichen Julfestes hin.
Es gibt mehrere Textfassungen und zahlreiche Bearbeitungen und Einspielungen des Liedes. Der Komponist von Deck the Halls ist nicht bekannt. Es gibt einen gleichnamigen Film.

## Text
| Englisch | Übersetzung | Übersetzung 2 |
| --- | --- | --- |
| Deck the halls with boughs of holly. Fa-la-la-la-la, la-la-la-la! Tis the season to be jolly. Fa-la-la-la-la, la-la-la-la! Don we now our gay apparel. Fa-la-la-la-la, la-la-la-la! Troll the ancient Yule tide carol. Fa-la-la-la-la, la-la-la-la! See the blazing Yule before us. Fa-la-la-la-la, la-la-la-la! Strike the harp and join the chorus. Fa-la-la-la-la, la-la-la-la! Follow me in merry measure. Fa-la-la-la-la, la-la-la-la! While I tell of Yule tide treasure. Fa-la-la-la-la, la-la-la-la! Fast away the old year passes. Fa-la-la-la-la, la-la-la-la! Hail the new, ye lads and lasses. Fa-la-la-la-la, la-la-la-la! Sing we joyous, all together. Fa-la-la-la-la, la-la-la-la! Heedless of the wind and weather. Fa-la-la-la-la, la-la-la-la! | Schmückt den Saal mit Stechpalmzweigen. Fa-la-la-la-la, la-la-la-la! Schließt den Bund zu frohem Reigen. Fa-la-la-la-la, la-la-la-la! Zeit zum Feiern ist es wieder. Fa-la-la-la-la, la-la-la-la! Singt die alten Weihnachtslieder. Fa-la-la-la-la, la-la-la-la! Seht das rote Scheit im Feuer. Fa-la-la-la-la, la-la-la-la! Weihnacht ward es endlich heuer. Fa-la-la-la-la, la-la-la-la! Dreht und schwinget euch im Tanze Fa-la-la-la-la, la-la-la-la! in dem hellen Lichterglanze. Fa-la-la-la-la, la-la-la-la! | Schmückt den Saal mit Stechpalmzweigen. Fa-la-la-la-la, la-la, la-la! Frohe Julzeit, tanzt im Reigen. Fa-la-la-la-la, la-la, la-la! Fein gekleidet sind wir wieder. Fa-la-la, la-la-la, la-la-la! Singen alte Weihnachtslieder. Fa-la-la-la-la, la-la, la-la! --- Steht das Julfest vor dem Tore, Fa-la-la-la-la, la-la, la-la! schlagt die Harfe, singt im Chore. Fa-la-la-la-la, la-la, la-la! Folgt mir froh in Takt und Rhythmus Fa-la-la, la-la-la, la-la-la! Weihnachtszeit preist Jesus Christus Fa-la-la-la-la, la-la, la-la! --- Zieht das alte Jahr vorüber, Fa-la-la-la-la, la-la, la-la! grüßt das Neue, Schwestern, Brüder. Fa-la-la-la-la, la-la, la-la! Freudig lasst uns alle schmettern, Fa-la-la, la-la-la, la-la-la! unbeirrt von Wind und Wettern Fa-la-la-la-la, la-la, la-la! |

Wörtliche Übersetzung:
Schmückt die Säle mit Zweigen der Stechpalme.
Dies ist die Jahreszeit, fröhlich zu sein.
Jetzt ziehen wir unsere festlichen Kleider an.
Singen laut das alte Weihnachtszeit-Lied.
Seht den lodernden Julklotz vor uns.
Schlag die Harfe und gesell dich dem Chor.
Folge mir im besten Takt.
Während ich vom Weihnachtszeit-Schatz erzähle.
Schnell zieht das alte Jahr vorüber.
Jubelt dem Neuen, ihr Burschen und Mädels.
Singen wir alle freudig zusammen.
Achtlos dem Wind und Wetter.

## Chartplatzierungen

### Version von SHeDAISY
| Periode   | Höchstplatzierung, GesamtwochenChartsChartplatzierungen (Periode, Platzierungen, Wochen) |
| Periode   | US                                                                                       |
| --------- | ---------------------------------------------------------------------------------------- |
| 1999/2000 | US61 (3 Wo.)US                                                                           |
| Insgesamt | US61 (3 Wo.)US                                                                           |

### Version von Nat King Cole
| Periode   | Höchstplatzierung, GesamtwochenChartplatzierungen (Periode, Platzierungen, Wochen) | Höchstplatzierung, GesamtwochenChartplatzierungen (Periode, Platzierungen, Wochen) | Höchstplatzierung, GesamtwochenChartplatzierungen (Periode, Platzierungen, Wochen) |
| Periode   | CH                                                                                 | UK                                                                                 | US                                                                                 |
| --------- | ---------------------------------------------------------------------------------- | ---------------------------------------------------------------------------------- | ---------------------------------------------------------------------------------- |
| 2020/21   | —                                                                                  | —                                                                                  | US43 (2 Wo.)US                                                                     |
| 2021/22   | —                                                                                  | —                                                                                  | US46 (1 Wo.)US                                                                     |
| 2022/23   | CH60 (1 Wo.)CH                                                                     | UK84 (1 Wo.)UK                                                                     | US16 (5 Wo.)US                                                                     |
| 2023/24   | CH75 (1 Wo.)CH                                                                     | UK67 (1 Wo.)UK                                                                     | US23 (5 Wo.)US                                                                     |
| 2024/25   | CH68 (1 Wo.)CH                                                                     | UK50 (3 Wo.)UK                                                                     | US20 (3 Wo.)US                                                                     |
| Insgesamt | CH60 (3 Wo.)CH                                                                     | UK50 (5 Wo.)UK                                                                     | US16 (17 Wo.)US                                                                    |